# American Journal of Human Genetics
Ne doit pas être confondu avec Journal of Human Genetics.
American Journal of Human Genetics est une revue scientifique mensuelle évaluée par des pairs dans le domaine de la génétique humaine. Elle a été créée en 1948 par l'American Society of Human Genetics (en) (la Société américaine de génétique humaine) et couvre tous les aspects de l'hérédité chez l'homme, y compris l'application de la génétique en médecine de même que les politiques publiques, ainsi que dans les domaines connexes de la biologie moléculaire et cellulaire. Selon le Journal Citation Reports, en 2012, le journal a eu un facteur d'impact de 11.202.